# Passmärke

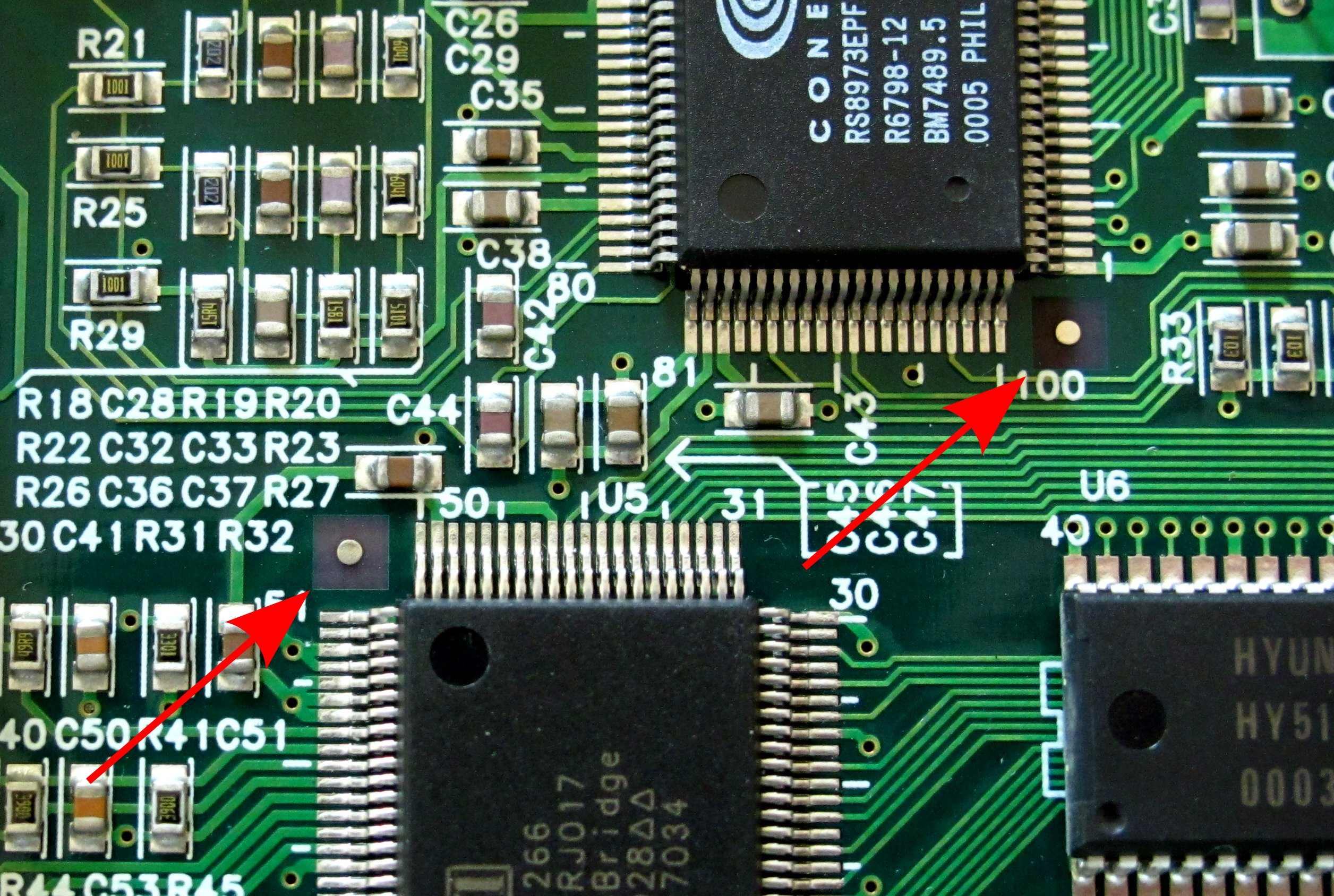
Två passmärken på ett mönsterkort.

QR-kod med fyra passmärken.

Ett passmärke är ett hjälpmedel vid grafiskt arbete som används vid transport av en trycksida från ett produktionsförlopp till ett annat och även för att underlätta olika färger inpassning gentemot varandra. Det kan ses som en slags utgångspunkt där all inpassning utgår ifrån. Det kan exempelvis väljas vid utskrift av ett grafiskt arbete. Passmärken kan bestå av linjer utanför trycksakens färdiga mått, som kan användas för att skära och passa ihop sidor i efterarbetet.
Elektroniska mönsterkort har ofta ett eller flera passmärken som registreras av kameror. Komponenter kan då monteras på rätt positioner.